# Damernas åtta med styrman i rodd vid olympiska sommarspelen 1976
Damernas åtta med styrman i rodd vid olympiska sommarspelen 1976 avgjordes mellan den 19 och 24 juli 1976. Grenen hade totalt 72 deltagare från 8 länder.

## Medaljörer
| Gren             | Guld | Silver | Brons |
| Åtta med styrman | Östtyskland Viola Goretzki Christiane Knetsch-Köpke Ilona Richter Brigitte Ahrenholz Monika Kallies Henrietta Ebert Helma Lehmann Irina Müller Marina Wilke | Sovjetunionen Ljubov Talalaeva Nadezhda Roshchina Klavdija Koženkova Olena Zubko Olha Kolkova Nelli Tarakanova Nadija Rozhon Olha Huzenko Olha Puhovska | USA Jackie Zoch Anita DeFrantz Carie Graves Marion Greig Anne Warner Peggy McCarthy Carol Brown Gail Ricketson Lynn Silliman |

## Resultat

### Final
| Placering | Roddare | Land          | Tid     |
| --------- | --- | ------------- | ------- |
| 1         | Viola Goretzki, Christiane Knetsch-Köpke, Ilona Richter, Brigitte Ahrenholz, Monika Kallies, Henrietta Ebert, Helma Lehmann, Irina Müller och Marina Wilke                 | Östtyskland   | 3:33,32 |
| 2         | Ljubov Talalaeva, Nadezjda Rosjtjina, Klavdija Koženkova, Olena Zubko, Olha Kolkova, Nelli Tarakanova, Nadija Rozjon, Olha Huzenko och Olha Puhovska                       | Sovjetunionen | 3:36,17 |
| 3         | Jackie Zoch, Anita DeFrantz, Carie Graves, Marion Greig, Anne Warner, Peggy McCarthy, Carol Brown, Gail Ricketson och Lynn Silliman                                        | USA           | 3:38,68 |
| 4         | Carol Eastmore, Rhonda Ross, Nancy Higgins, Mazina Delure, Susan Antoft, Wendy Pullan, Christine Neusland, Gail Cort och Illoana Smith                                     | Kanada        | 3:39,52 |
| 5         | Waltraud Roick, Erika Endriss, Monika Zipplies, Birgit Kiesow, Hiltrud Gürtler, Isolde Eisele, Marianne Weber, Eva Dick och Ingrid Huhn-Wagner                             | Västtyskland  | 3:41,06 |
| 6         | Elena Oprea-Horvat, Florica-Petcu-Dopinescu, Filigonia Tol, Aurelia Marinescu, Georgeta Militaru-Maşca, Iuliana Munteanu, Elena Avram, Marioara Constantin och Aneta Matei | Rumänien      | 3:44,79 |